# Võhandu
De Võhandu is een rivier in het zuiden van Estland. Met een lengte van 162 km is de Võhandu de langste rivier van het land. 
De rivier ontspringt in de heuvels nabij Otepää, bij het dorp Saverna en mondt ten noorden van Beresje uit in het Lämmimeer. Aan de Võhandu liggen diverse watermolens. Daarnaast liggen er stuwmeren in de rivier, onder andere bij Leevaku en Räpina.
Het eerste stuk van de rivier, tot het punt waar ze uitkomt in het meer Vagula järv (een van de meren waar ze doorheen stroomt) wordt vaak Pühajõgi genoemd.
De Võhandu wordt veel gebruikt voor watersport, waaronder kanoën en rafting.
Een belangrijke zijrivier is de Rõuge.